# تپه حسن‌آباد سنجابی
تپه حسن‌آباد سنجابی مربوط به دوران پیش از تاریخ ایران باستان تا دوران‌های تاریخی پس از اسلام است و در شهرستان دلفان، بخش مرکزی، روستای حسن‌آباد سنجابی واقع شده و این اثر در تاریخ ۲۵ اسفند ۱۳۸۰ با شمارهٔ ثبت ۵۰۶۷ به‌عنوان یکی از آثار ملی ایران به ثبت رسیده است.